# 女神の舞
「女神の舞」（めがみのまい）は、日本の女性歌手、観月ありさの19枚目のシングル。

## 解説
- 今回はつんくによるプロデュースで、彼のコーラスも入っている。
- 自身が主演したフジテレビ系ドラマ『ナースのお仕事3』後期主題歌。
- 前作に引き続きスマッシュヒットを記録した。

## 収録曲
1. 女神の舞
作詞・作曲：つんく　編曲：松原憲
フジテレビ系ドラマ『ナースのお仕事3』後期主題歌。
2. Believe in your way
作詞：海老根祐子&原一博　作曲・編曲：原一博　ストリングス・アレンジ：村山達哉
3. 女神の舞（FU・FHA・HA・H"AA MIX）Remixed BY CHOKKAKU
4. 女神の舞（INSTRUMENTAL）

## 収録アルバム
- HISTORY～ALISA MIZUKI COMPLETE SINGLE COLLECTION～
- VINGT-CINQ ANS